# Простейшие дифференциальные уравнения первого порядка
Простейшие дифференциальные уравнения первого порядка — класс дифференциальных уравнений первого порядка, наиболее легко поддающихся решению и исследованию. К нему относятся уравнения в полных дифференциалах, уравнения с разделяющимися переменными, однородные уравнения первого порядка и линейные уравнения первого порядка. Все эти уравнения можно проинтегрировать в конечном виде.
Отправной точкой изложения будет служить дифференциальное уравнение первого порядка, записанное в т. н. симметричной форме:
{\displaystyle {\begin{matrix}P(t,x)dt+Q(t,x)dx=0\end{matrix}}\qquad (1),}
где функции {\displaystyle P(t,x)} и {\displaystyle Q(t,x)} определены и непрерывны в некоторой области {\displaystyle \Omega \subseteq \mathbb {R} _{t,x}^{2}}.

## Уравнения в полных дифференциалах
Если в уравнении (1) левая часть представляет собой полный дифференциал, то есть {\displaystyle {\begin{matrix}P(t,x)dt+Q(t,x)dx=dU(t,x)\end{matrix}}}, то такое уравнение называется уравнением в полных дифференциалах (частный случай так называемого пфаффова уравнения). Интегральные кривые такого уравнения суть линии уровней функции 
{\displaystyle U(t,x)}, т.е. определяются уравнением {\displaystyle U(t,x)=C} при всевозможных значениях произвольной постоянной {\displaystyle C}.
Если в области {\displaystyle \Omega } выполнено условие {\displaystyle Q(t,x)\neq 0} , то общее решение уравнения (1) определяется из уравнения {\displaystyle U(t,x)=C} как неявная функция {\displaystyle x=\varphi (t,C)}. Через каждую точку области {\displaystyle \Omega } проходит единственная интегральная кривая {\displaystyle x=\varphi (t,C)} уравнения (1).
Если рассматриваемая область {\displaystyle \Omega } односвязна, а производные {\displaystyle {\frac {\partial P}{\partial x}},{\frac {\partial Q}{\partial t}}}также непрерывны в {\displaystyle \Omega }, то для того, чтобы (1) было уравнением в полных дифференциалах, необходимо и достаточно выполнения условия
(признак уравнения в полных дифференциалах).

### Интегрирующий множитель
Непрерывная функция {\displaystyle \mu (t,x)\neq 0} в {\displaystyle \Omega } называется интегрирующим множителем уравнения (1), если уравнение {\displaystyle \mu (Pdt+Qdx)=0} является уравнением в полных дифференциалах, то есть {\displaystyle \mu (Pdt+Qdx)=dU} для некоторой функции {\displaystyle U(t,x)}. Число интегрирующих множителей данного уравнения бесконечно.
Функция {\displaystyle \mu (t,x)} является интегрирующим множителем уравнения (1) тогда и только тогда, когда она удовлетворяет уравнению
(область {\displaystyle \Omega } по-прежнему полагаем односвязной; уравнение (2) является следствием признака уравнения в полных дифференциалах).
Уравнение (2) в общем виде решается сложнее, чем (1), но для интегрирования (1) достаточно знать один интегрирующий множитель, то есть найти какое-либо одно решение уравнения (2). Обычно ищут решение (2) в виде {\displaystyle \mu =\mu (t)} или {\displaystyle \mu =\mu (x)}, но это не всегда возможно.

### Алгоритм решения
(1) {\displaystyle {\begin{matrix}P(t,x)dt+Q(t,x)dx=0\end{matrix}}}
(2) {\displaystyle {\begin{matrix}P'_{x}(t,x)=Q'_{t}(t,x)\end{matrix}}}
(3) {\displaystyle {\begin{matrix}U'_{t}=P(t,x),U'_{x}=Q(t,x)\end{matrix}}}
Возьмём (3).1 и проинтегрируем по переменной t:
(*) {\displaystyle {\begin{matrix}U(t,x)=\int P(t,x)dt+\varphi (x)\end{matrix}}}
Подставим в (3).2:
{\displaystyle {\begin{matrix}U'_{x}(t,x)=(\int P(t,x)dt)'_{x}+\varphi '_{x}(x)\end{matrix}}}
В получившемся равенстве слагаемые, содержащие t, уничтожатся. Получим: {\displaystyle {\begin{matrix}\varphi '_{x}(x)=g(x)\end{matrix}}}. Проинтегрируем по x и подставим в (*).

## Уравнения с разделяющимися переменными
Если в уравнении (1) {\displaystyle P(t,x)=T_{1}(t)X_{1}(x),\ Q(t,x)=T_{2}(t)X_{2}(x)}, то это уравнение с разделяющимися переменными. Его можно записать в симметричном виде:
- Решения уравнения с разделяющимися переменными
  - Решения уравнения {\displaystyle X_{1}(x)T_{2}(t)=0} являются решениями (3).
  - Если область {\displaystyle \Omega } выбрана так, что {\displaystyle X_{1}(x)T_{2}(t)\neq 0\quad \forall (t,x)\in \Omega }, то разделив на {\displaystyle X_{1}(x)T_{2}(t)} получим уравнение с разделёнными переменными

Это частный случай уравнения в полных дифференциалах. Для него очень просто получить решение в квадратурах.
Интегральная кривая уравнения (3), проходящая через точку {\displaystyle (t_{0},x_{0})\in \Omega }, имеет вид:

### Пример дифференциального уравнения
{\displaystyle y'={\frac {y}{x}}+cos^{2}{\frac {y}{x}}}